# 圓徳寺 (恵那市)
圓徳寺（えんとくじ・円徳寺）は、岐阜県恵那市山岡町上手向にある臨済宗妙心寺派の寺院。山号は福田山。

## 歴史
戦国時代末期まで恵那郡富田村に存在した大圓寺の隠居寺として圓通院(通玄院)があったとされる。
元亀3年（1572年）11月、大圓寺は、武田信玄の命により、秋山虎繁によって焼討されたため滅亡し、圓通院(通玄院)は浮浪の寺となった。
その後、上手向村の西尾氏の願いによって、上手向村八つ田へ移し、桂堂首座が福田山 圓徳寺と名付けて草庵を開山した。
江戸時代になり、加茂郡の瑞林寺七世の竺源玄盛が、恵那郡の南部へ布教に来た際に、大圓寺を失って衰微していた圓通院(通玄院)、富田村の東光院、飯羽間村の徳祥寺を見て再興を決意し、
元和2年(1616年)、竺源玄盛が圓徳寺を再興して瑞林寺の末寺とした。
再興時の寺格は平僧地で低かったが、当地を知行所としていた旗本の明知遠山氏から寺領として田を与えられ、享保年間には二十八石を所有していた豊かな寺であった。
安永・天明年間に住持であった胡堂は、堂宇を整え、平僧地を法地に昇格させて、自ら法地第一世となった。
当時の堂宇については、以下の通りであった。
- (本堂)　縦八間三尺　横五間
- (庫裡)　縦六間三尺　横五間　宝暦10年建立
- (鐘楼門)　縦二間　横二間
- (土蔵)　縦三間三尺　横二間
- (長屋)　縦五間三尺　横二間
- (厨司)　縦二間三尺　横二間

安永2年(1773年)、胡堂によって梵鐘が鋳造されたが、その撞き初めを行ったのは、明知陣屋の代官であった村上氏の母堂と、同じく代官であった沼田氏の内室である。
このことから明知陣屋の代官家と親密な関係にあったとみられる。
十六世の一渓(俗名:朝川義忠)は、圓徳寺で32年間住持を務めた後に、大正5年(1916年)、瑞林寺の住持となった。